# 1995 год в телевидении
Список 1995 год в телевидении описывает события в истории телевидения, произошедшие в 1995 году.

## События

### Январь
- 2 января
  - На «ТВ-6» вышла ежедневная криминальная сводка «Дорожный патруль».
  - На «ТВ-6» вышло музыкальное ток-шоу «Акулы пера», ведущим которого стал Илья Легостаев.
- 8 января — Первый выпуск программы «Сто к одному», аналог американской игры «Family Feud» на «НТВ». Ведущим этой программы стал Александр Гуревич и первая встреча с командами «Гурманы» и «Квачи».
- 9 января — Смена названия телеканала «TV-6 Москва» на кириллическое «TВ-6 Москва».
- 15 января — В детском блоке «Волшебный мир Диснея» на канале «РТР» состоялась премьера мультипликационного сериала «Русалочка».

### Февраль
- 12 февраля — Начало вещания пермского телеканала «TV Maxima».
- 13 февраля — Начало вещания московского 31 канала.
- 20 февраля — Раздел Государственной телерадиокомпании Украины на Национальную телекомпанию Украины и Национальную радиокомпанию Украины[1].
- 22 февраля — На «ТВ-6» премьера женского ток-шоу «Я сама» с Юлией Меньшовой.
- 27 февраля — Смена названия «Ильичёвского телевидения» в «ИТ-3»[2].

### Март
- 1 марта — Начало вещания «Телеэкспо»[3].
- 2 марта — В связи с убийством Влада Листьева все (за исключением Пятого канала) федеральные каналы отменили показ всех передач, кроме новостных выпусков. Вместо передач шла траурная статическая заставка: на чёрном фоне портрет Влада Листьева, внизу надпись «Владислав Листьев убит».
- 16 марта — На канале «ТВ-6» вышла в эфир юмористическая программа «Раз в неделю».
- 20 марта — Начало вещания К-10, первый российский музыкальный телеканал.
- 31 марта — Последний день вещания «1-го канала Останкино».

### Апрель
- 1 апреля — Начало вещания «ОРТ».
- 2 апреля — На «ОРТ» вышел первый выпуск телепередачи «Один на один» в формате презентации, посвящённый началу работы ОРТ.
- 3 апреля — На «ОРТ» вышел первый выпуск популярной музыкальной телеигры «Угадай мелодию»[4]. Ведущим стал Валдис Пельш. Последняя программа Владислава Листьева[5] и одна из первых программ для канала.
- 5 апреля — На «ОРТ» вышел первый выпуск телеигры «Пойми меня».
- 9 апреля — На «MTV» вышла в эфир последняя серия мультсериала «Братья Грунт».
- 11 апреля — На «ТВ-6» вышла в эфир публицистическая программа «Скандалы недели».
- 16 апреля — На «НТВ» вышла в эфир программа «Дог-шоу. Я и моя собака».

### Май
- 7 мая — Начало вещания нижегородского телеканала «Стрежень».
- 20 мая — На канале «РТР» вышла в эфир программа о компьютерных играх «От винта!».

### Июнь
- 18 июня — В программе Александра Любимова «Один на один» Владимир Жириновский во время дебатов облил Бориса Немцова манговым соком[6][7]. Факт вошёл в историю российского телевидения.
- 20 июня — Начало вещания информационного телеканала «CNBC Asia».
- 24 июня — Вышел в эфир первый выпуск телепередачи «Криминальная Россия». Данный выпуск повествовал о преступлениях черного риэлтора и серийного убийцы Александра Мурылёва.
- 26 июня — На канале «ОРТ» состоялась премьера бразильского телесериала «Тропиканка».
- 28 июня — Начало вещания пермского телеканала «УралИнформ ТВ».

### Август
- 18 августа — Начало вещания нижегородского телеканала «Ника ТВ».
- 21 августа — Начало вещания новосибирского телеканала «NTSC».

### Сентябрь
- 3 сентября — Основание «Студии 1+1»[8].
- 10 сентября — В детском блоке «Волшебный мир Диснея» на канале РТР состоялась премьера мультипликационного сериала «Чокнутый».
- 15 сентября — Начало вещания владимирского «Шестого канала» (ТВ-6 Владимир), преёмника ныне закрытого канала «ТВ-6».

### Октябрь
- 1 октября — Смена логотипа и графического оформления на «ОРТ».
- 2 октября — На канале «ОРТ» состоялась премьера мультипликационного сериала «Виджит спешит на помощь».
- 6 октября — Указ Президента РФ, РГТРК «Останкино» ликвидирована.
- 16 октября — На канале «НТВ» вышла разговорная телепрограмма в жанре интервью «Герой дня».
- 25 октября — В Санкт-Петербурге начались съёмки детективного телесериала «Улицы разбитых фонарей».

### Ноябрь
- 10 ноября — Начало вещания одесского регионального телеканала «Глас».
- 15 ноября — Начало вещания московского «Городского кабельного телевидения».

### Декабрь
- 1 декабря — Начало вещания ростовского телеканала «Пульс».
- 10 декабря — Начало вещания орловского телеканала «Истоки».
- 12 декабря — Ребрендинг киевского телеканала «Киевского канала» в «Центральный канал (г. Киев)».
- 24 декабря — На канале «ОРТ» вышел последний выпуск юмористической программы Игоря Угольникова «Оба-на».
- Начало вещания харьковского местного канала «Фаворит ТВ».

## Без даты
- Начало вещания телеканала в Абакане и Минусинске «МСВ».
- Начало вещания нижнекамского телеканала «НТР».
- Начало вещания днепропетровского местного «9 канала».
- Смена логотипа тюменского телеканала «Студия ТРТР».

## Родились
- 17 марта — Елизавета Арзамасова, ТВ-ведущая (Брэйн-ринг) и актриса.
- 8 августа — Бруна Маркезини, ТВ-ведущая, актриса и фотомодель Бразилии.

## Скончались

### Убиты
- 1 марта — Владислав Листьев, ТВ-ведущий (Взгляд, Поле чудес, Тема, Час пик), ТВ-журналист, 1-й гендиректор ОРТ. Убит в подъезде своего дома на Новокузнецкой улице.